# Kosmos 314
O Kosmos 314 (em russo: Космос 314) também denominado DS-P1-Yu Nº 28, foi um satélite artificial soviético lançado ao espaço com sucesso no dia 11 de dezembro de 1969 através de um foguete Kosmos-2I a partir do Cosmódromo de Plesetsk.

## Características
O Kosmos 314 foi o vigésimo oitavo membro da série de satélites DS-P1-Yu e o vigésimo sexto lançado com sucesso após o fracasso dos lançamentos do segundo e do vigésimo terceiro membros da série. Sua missão era auxiliar sistemas antissatélites e antimíssil soviéticos.
O Kosmos 314 foi injetado em uma órbita inicial de 491 km de apogeu e 282 km de perigeu, com uma inclinação orbital de 71 graus e um período de 91,9 minutos. Reentrou na atmosfera terrestre em 22 de março de 1970.